# Agrostis hugoniana
Agrostis hugoniana är en gräsart som beskrevs av Alfred Barton Rendle. Agrostis hugoniana ingår i släktet ven, och familjen gräs. Inga underarter finns listade i Catalogue of Life.